# Kris Vanmarsenille
Kris Vanmarsenille is een Belgisch journaliste en redactrice.

## Levensloop
Kris Vanmarsenille studeerde Germaanse Filologie in Brussel en Antwerpen. In 1985 ging ze aan de slag in het onderwijs. Twee jaar later werd ze regionale reporter in het Waasland voor Gazet van Antwerpen. Na vijf jaar verhuisde ze van het regionale kantoor in Sint-Niklaas naar de redactie op Linkeroever om er Chef Nieuws te worden. Die functie oefende ze vijftien jaar lang uit. In 2008 werd ze verantwoordelijk voor de weekendbijlage Azerty en het uit-magazine van de krant. Een jaar later werd ze chef van het Weekendmagazine van Gazet van Antwerpen en Het Belang van Limburg. Later zette ze mee het blad De Markt op poten. Tussendoor schreef ze mee aan dossiers en maakte ze reportages en interviews. Ze stelde ook bijlagen voor de Boekenbeurs, de Antwerpse Studenten en andere samen, ze coördineerde de langlopende reeksen 'De 100 van Antwerpen' en 'Divers Antwerpen' en maakte in 2014 de bijlagenreeks over de De Grote Oorlog in Antwerpen. 
In 2014 werd ze samen met Rudy Collier aangesteld als hoofdredacteur van Gazet van Antwerpen in opvolging van Pascal Kerkhove. Sinds Collier in december 2015 op pensioen ging vervult ze deze functie alleen.
In 2020 kreeg ze Frederik De Swaef naast zich als cohoofdredacteur. Zelf plant ze te stoppen als hoofdredacteur eind 2021.